# Professorinnenprogramm
Das Professorinnenprogramm ist ein Förderprogramm in Deutschland, das Bund und Länder im Jahr 2007 beschlossen und im Jahr 2008 begonnen haben. Das Programm soll einerseits die Zahl der Professorinnen erhöhen und andererseits die Gleichstellungs-Strukturen an den Hochschulen stärken. Es wurde 2012 und 2017 evaluiert und um jeweils fünf Jahre verlängert. Über alle Programmphasen hinweg wurden bislang 500 Millionen Euro aufgewendet.

## Konzept
Das Professorinnenprogramm des Bundes und der Länder soll die Gleichstellung von Männern und Frauen im Wissenschaftssystem voranbringen und zu mehr Geschlechtergerechtigkeit beitragen.
Hochschulen, die eine Wissenschaftlerin zum ersten Mal in deren Karriere unbefristet auf eine W2- oder W3-Professur berufen, können bis zu fünf Jahre eine Anschubfinanzierung erhalten, die bis zu 150.000 Euro jährlich betragen kann. Um diese Förderung zu erhalten, muss eine Hochschule ihr Gleichstellungskonzept einreichen. Wenn ihr Konzept durch ein externes Gremium positiv beurteilt wird, können bis zu fünf Jahre lang bis zu drei Stellen an der Hochschule gefördert werden. Die Mittel, die die Hochschule sonst für die Finanzierung der Stellen ausgegeben hätte, müssen in Gleichstellungsmaßnahmen fließen. An der Technischen Universität Dresden zum Beispiel wurden Mentoringprogramme und eine Promotions- und Habilitationsförderung für Nachwuchswissenschaftlerinnen eingeführt. Außerdem richtete die Universität eine Beratung für Paare zur Vereinbarkeit von Wissenschaft und Familie ein. Hochschulen, die bereits einmal Fördergelder aus dem Programm erhalten haben, müssen bei einem zweiten Antrag nachweisen, dass sie ihr Gleichstellungskonzept erfolgreich umgesetzt haben.

## Entwicklung
Im Jahr 2000 war jede zehnte Professorenstelle mit einer Frau besetzt, 2008 etwa jede sechste (17,4 %). 2012, nach Abschluss der ersten Runde des Professorinnenprogramms, war etwa jede fünfte Professorenstellen mit einer Frau besetzt.
Nach Ergebnissen des Statistischen Bundesamtes (Destatis) waren Ende 2012 43.800 Professoren und Professorinnen an deutschen Hochschulen tätig, rund 900 mehr als im Vorjahr. Von 2002 bis 2012 stieg die Gesamtzahl um knapp 16 %. Im selben Zeitraum erhöhte sich auch der Frauenanteil: Er stieg zwischen 2002 und 2012 von knapp 12 % (4500 Lehrstuhlinhaberinen) auf über 20 % (8900 Lehrstuhlinhaberinen).
In den Sprach- und Kulturwissenschaften (36 %) und in Kunst und Kunstwissenschaft (30 %) war etwa jeder dritte Lehrstuhl mit einer Frau besetzt. Der Professorinnenanteil in allen anderen Fächergruppen lag bei höchstens 25 %. Die niedrigsten Frauenanteile gab es bei den Ingenieurwissenschaften (10 %) und bei Mathematik und Naturwissenschaften (14 %). Doch auch in diesen Fächergruppen stieg der Anteil im Vergleich zu 2002, um 4 % bei den Ingenieurwissenschaften und um 7 % bei Mathematik und Naturwissenschaften.
Bis Mai 2015 wurden 400 Professuren an 169 deutschen Hochschulen gefördert. Insgesamt beteiligten sich 198 Hochschulen an dem Programm (80 Universitäten einschließlich Universitätskliniken, sechs pädagogische Hochschulen, 94 Fachhochschulen und 18 künstlerische und musikalische Hochschulen).

## Beurteilung und Kritik
Die Bundeskonferenz der Frauen- und Gleichstellungsbeauftragten (BuKoF) beurteilte 2007 die Einführung des Programms, als eine „konsequente Weiterentwicklung bisheriger Maßnahmen zur Förderung der Chancengleichheit von Frauen in der Wissenschaft.“ Da die Vergabe der Mittel an überzeugende Gleichstellungskonzepte gebunden sei, werde auch ein „Mitnahmeeffekt“ vermieden.
Bündnis 90/Die Grünen kritisierten 2008, dass das Programm zu „punktuell“ angelegt sei und nicht auf die „notwendige systematische Beseitigung struktureller Barrieren hin“ wirke. 2012 forderten SPD und Grüne in einem gemeinsamen Antrag, die Bewilligung von Forschungsförderung solle grundsätzlich an gleichstellungspolitische Verpflichtungen gekoppelt werden.
Das Förderprogramm habe laut Bildungs-Staatssekretärin Cornelia Quennet-Thielen (2012) „wesentlich“ zur Steigerung des Professorinnenanteils beigetragen. Das Programm sei auch wegen seiner strukturellen Wirkungen erfolgreich. An den Hochschulen werde durch das Professorinnenprogramm eine breite Diskussion über die Gleichstellung von Frauen ausgelöst.
Der emeritierte BWL-Professor Günter Buchholz verfasste 2013 einen Offenen Brief („Frankfurter Erklärung zur Gleichstellungspolitik“) an die Bundesregierung, in dem er kritisierte, das Professorinnenprogramm trage zur Diskriminierung von Männern bei und widerspreche dem Leistungsprinzip. Gut qualifizierte Männer würden nicht eingestellt, so sinke das Niveau in Forschung und Lehre. Buchholz räumte jedoch auf Nachfrage der Süddeutschen Zeitung ein, dass seine Behauptung schwer nachzuweisen ist. Etwa 1500 Personen unterzeichneten bisher diese Erklärung. Die Europaabgeordnete Angelika Niebler (CSU) begrüßte hingegen das Professorinnenprogramm und widersprach Buchholz. Dass es zu wenige Frauen in Spitzenpositionen in der Wirtschaft wie an Universitäten gebe, sei nicht eine Frage der Qualifikation, sondern der etablierten Strukturen.